# Adolphe du Bois d’Aische
Adolphe du Bois d’Aische (teljes nevén: Adolphe Aloys Marie Hubert du Bois d’Aische; Brüsszel, 1874. március 18. – Saint Quay Portrieux, Bretagne, 1958. október 7.) első világháborús belga ászpilóta. Első világháborús szolgálata alatt 6 légi győzelmet szerzett, így a 4. legeredményesebb belga ászpilóta, Jan Olieslagersel egyetemben.

## Élete
1874-ben született, Brüsszelben.
A belga hadsereg egyik veteránjaként részt vett a harcokban, azonban a fiatalok jócskán megverték d’Aische-t. Több belga pilótához hasonlóan ő is a francia légierő pilótája volt, a háború után hosszú ideig itt is élt. Első légi győzelmét 1916. május 22-én szerezte meg. Másodikat 1917. június 3-án, majd duplázott egyet 1917. július 24-én. A győzelmeit német pilóták és repülők ellen érte el. Több Albatroszt is levadászott, azonban 1917. szeptember 22-én, 6. légi győzelmének megszerzése után eltűnik a közéletből. A ranglétrán az őrmesteri rendfokozatig jutott. További sorsa és élete ismeretlen.
1958-ban hunyt el, 84 éves korában, Franciaországban.	

## Légi győzelmei
| No. | Dátum                | Egység | Ellenfél     | Helyszín          |
| --- | -------------------- | ------ | ------------ | ----------------- |
| 1   | 1916. május 22.      | F71    | Albatros     | Varninay          |
| 2   | 1917. június 3.      | F71    | EA           | Laffaux           |
| 3   | 1917. július 24.     | F71    | EA           | Cernay-en-Dormois |
| 4   | 1917. július 24.     | F71    | EA           | Cernay-en-Dormois |
| 5   | 1917. szeptember 22. | F71    | Albatros     | -                 |
| 6   | 1917. szeptember 22. | F71    | Two - Seater | -                 |